# Liu Qingyi
Liu Qingyi (chinês tradicional: 劉清漪, chinês simplificado: 刘清漪, pinyin: Liú Qīngyī; 19 de outubro de 2005), também conhecida como 671, é uma breakdancer chinesa.

## Carreira
Liu ganhou ouro nos Jogos Asiáticos de 2022 no breakdance feminino, tornando-se a primeira dançarina de breakdance chinesa a ser medalhista e a se classificar para os Jogos Olímpicos de Verão de 2024. Ela ganhou prata no Campeonato Mundial de Breaking WDSF de 2022 na Coreia do Sul.
Seu apelido 671 é porque os números são pronunciados de forma semelhante ao seu nome em chinês (六七一; pinyin: Liù qī yī). Liu começou a dançar breaking aos dez anos de idade.